# 朝倉紀行
朝倉 紀行（あさくら のりゆき）は、日本の作曲家、編曲家。株式会社メガアルファ代表。JASRACメンバー。東京都板橋区出身、愛媛県八幡浜市育ち。愛媛県立八幡浜高等学校、日本大学芸術学部卒業。本名：浅倉 紀幸、旧芸名：朝倉 紀幸（読み同じ）。

## 略歴
1982年、「朝倉紀幸&GANG」のボーカリストとして、TBSドラマ『刑事ヨロシク』の主題歌でデビュー、シングル3枚、アルバム2枚をリリース。
その後は作曲家に転向し、数々のアイドルやアーティストに楽曲を提供。西田ひかる、小比類巻かほる、CoCo等の楽曲を手掛ける。
1991年からは、テレビアニメやゲームソフト、映画などのサウンドトラックにも進出。
1995年、ペンネームを朝倉紀幸から現在の朝倉紀行に変更。同年、フジテレビのアニメ番組『るろうに剣心 -明治剣客浪漫譚-』、1998年にはPlayStation用ゲームソフト『天誅』のサウンドトラックを担当。同サウンドトラックより、アジア全域（特にトルコ、イラン、タイ、中国、日本）の民族音楽を取り込み、それをロックやトランス等の西洋的なアレンジにより、ミクスチャーな唯一無二な音楽コンセプトを提示している。
アジアのプログレッシブ・ロックとも呼ばれるが、近年では正当派バラードをストリングス・セクションで奏でる事も得意として、弦一徹とよく組んでいる。

## 主な作品

### ドラマ
1992年
- 徳川無頼帳（テレビ東京）
- 東京カードウォーズ

1995年
- 美人三姉妹温泉芸者が行く! 1〜6
- パパは保母さん

2011年
- 悪党〜重犯罪捜査班（ABC・テレビ朝日）
- ハガネの女 season2（ABC・テレビ朝日）

2014年
- 天誅〜闇の仕置人〜（メインテーマのみ、フジテレビ）
- 白銀ジャック（テレビ朝日）

### 映画
1994年
- バカヤローV
- バカヤローV2

1996年
- ダブル・エックス

2010年
- 育子からの手紙

2011年
- An Assassin アサシン

2013年
- フジミ姫

2015年
- 劇場版シドニアの騎士
- THE HYBRID 鵺の仔

### アニメ
1987年
- JUNK BOY（主題歌のみ）

1991年
- シャコタンブギ
- シャコタンブギ2
- トンデケマン

1992年
- シャコタンブギ3
- シャコタンブギ4

1996年
- るろうに剣心 -明治剣客浪漫譚-

2004年
- RAGNAROK THE ANIMATION
- MAJOR

2005年
- MAJOR（第2シリーズ）

2006年
- MAJOR（第3シリーズ）
- るろうに剣心10周年記念DVDボックス

2007年
- クロスクライム・トレーラー

2008年
- KAWAII KO
- ロボテック・トレーラー

2010年
- 教育アニメ・ジュノー

2012年
- るろうに剣心 -明治剣客浪漫譚- 新京都編　前編「焰の獄」
- るろうに剣心 -明治剣客浪漫譚- 新京都編　後編「光の囀」

2014年
- シドニアの騎士

2015年
- シドニアの騎士 第九惑星戦役

2017年
- アトム ザ・ビギニング

2018年
- ピカちんキット
- ゾイドワイルド

2019年
- ピカちんキット（第2期）

2020年
- トミカ絆合体 アースグランナー

2021年
- マジカパーティ

2023年
- 私の推しは悪役令嬢。

### ゲーム
1995年
- クライムクラッカーズ

1996年
- るろうに剣心 -明治剣客浪漫譚- 維新激闘編

1997年
- クライムクラッカーズ2

1998年
- るろうに剣心 -明治剣客浪漫譚- 十勇士陰謀編
- 天誅

1999年
- 天誅忍凱旋

2000年
- 天誅弐

2002年
- 侍
- ライディングスピリット

2003年
- 天誅参
- 侍道2
- デカボイス
- SIREN（スタッフ・ロール曲のみ）

2004年
- MONSTER HUNTER（PV用のみ）
- 爆風スラッシュ KIZNA嵐
- 天誅参〜回帰の章〜
- 天誅紅（オープニング・ムービー曲のみ）
- CAPCOM FIGHTING Jam

2005年
- サムライウエスタン 活劇侍道
- 天誅忍大全

2006年
- SIREN2（スタッフ・ロール曲のみ）
- 神業-KAMIWAZA-
- Vampire Rain

2008年
- 侍道3

2009年
- 天誅4
- 天誅V（ニューギン）

2011年
- 侍道4

2012年
- 天誅 Deadly Blow（ニューギン）

2014年
- NAtURAL DOCtRINE

2018年
- プロ野球・ファミスタ・エボリューション〜熱き星たちよ2018〜
- ピカちんキット ゲームでピラメキ大作戦！

2019年
- 隻狼 Shadows Die Twice

2020年
- 侍道外伝 KATANAKAMI
- プロ野球ファミスタ2020

2024年
- 遊戯王（カードゲーム25周年特別映像用音楽）
- バトルスピリッツ SAGA（インターナショナルPV用音楽）

2025年
- 龍の国 ルーンファクトリー

### CM
1987年
- 「危ないSugar Dance」アルペンTVCM

1988年
- 「TONIGHT!」森永ハイソフトTVCM

1993年
- 「Road And Sky」ダイハツミニTVCM
- 「浮気な恋ほど女を磨く」不二家LookチョコレートTVCM
- 「輝きをつかまえて」Bay FM スキーイング津田沼ラジオCM

1994年
- 「リカちゃん人形お寿司屋 ラップ編」タカラTVCM
- 「きっと愛がある」三菱エアコン霧ヶ峰TVCM

1995年
- 「リカちゃん人形マクドナルド ロックンローラー編」タカラTVCM

2001年
- 「ビッグコミックオリジナル」小学館TVCM
- 「コロコロコミック」小学館TVCM
- 「20世紀少年」小学館TVCM
- 「MONSTER」小学館TVCM

2002年
- 「犬夜叉」小学館TVCM
- 「コロコロコミック」小学館TVCM
- 「デュエル・マスターズ」小学館TVCM
- 「名探偵コナン」小学館TVCM

2003年
- 「高橋留美子劇場」小学館TVCM
- 「人間交差点」小学館TVCM

2004年
- 「メルヘヴン～ARM FIGHT DREAM」コナミTVCM
- 「デュエル・マスターズ」小学館TVCM
- 「金色のガッシュベル」小学館TVCM
- 「PLUTO 単行本第1集」小学館TVCM

2005年
- 「メルヘヴン～カルデアの悪魔」コナミTVCM
- 「結界師」小学館TVCM
- 「デュエル・マスターズ」小学館TVCM
- 「PLUTO 単行本第2集」小学館TVCM

2006年
- 「PLUTO 単行本第3集」小学館TVCM
- 「PLUTO 単行本第4集」小学館TVCM
- 「スタジオ雲雀」プロモーション用DVD

2007年
- 「のぼうの城」小学館TVCM

2008年
- 「SAISON CARD」Web体験ゲームBGM

2009年
- 「VIERA」PANASONIC海外向け
- 「神様のカルテ」小学館TVCM

2010年
- 「REGNO」ブリヂストン プロモーション用

2011年
- 「Lumix」パナソニック海外向け

### 舞台音楽
- 紅蓮、還る（2013年）
- 天誅　舞台版（2014年）[29]
- 紅蓮、ふたたび（2014年）
- 天誅　舞台版2（2015年）

### スポーツ
- 「熱き星たちよ」横浜DeNAベイスターズ球団歌（1993年）[30]

### 楽曲提供アーティスト
- 青木エマ
- 浅香唯
- 朝倉紀幸&GANG
- addu'a
- 穴井夕子
- 五十嵐いづみ
- 生沢佑一
- 市倉里佳子
- 泉洋次
- 井上和彦
- 今井麻起子
- 岩男潤子
- ELIKA
- 大阪パフォーマンスドール
- 大塚純子
- 大西結花[31]
- 落合福嗣
- 小野友樹
- 河井英里
- 柏野昌俊
- 加藤ゆかり
- 北岡夢子[32]
- 北村岳子
- 黒沢律子
- CoCo
- 小林竜之
- 小比類巻かほる
- 近藤智子
- 斉藤さおり
- 相楽晴子
- 桜井智
- 佐々木真理
- サブリナ
- 柴田智子
- 嶋田彩
- JAG-TOY
- 住岡梨奈
- 関俊彦
- 瀬能あづさ
- 台風'n Plats
- TAEKO
- 高田正人
- 高乃麗
- 東京パフォーマンスドール
- 冨永みーな
- 並木のり子
- 中村由真[33]
- 西田ひかる[34]
- 西野妙子
- 野上ゆかな
- 日永沙絵子
- VIVA
- PINK SAPPHIRE
- BaBe
- 本間かおり
- 円広志
- 南野陽子
- 宮村優子
- 宮本益光
- 村瀬由衣
- MEGU
- 森川美穂
- RejiStar
- 矢尾一樹
- 湯浅かおり
- 結城梨沙
- 早稲田大学グリークラブ
- One Night Stands